# Hidrología

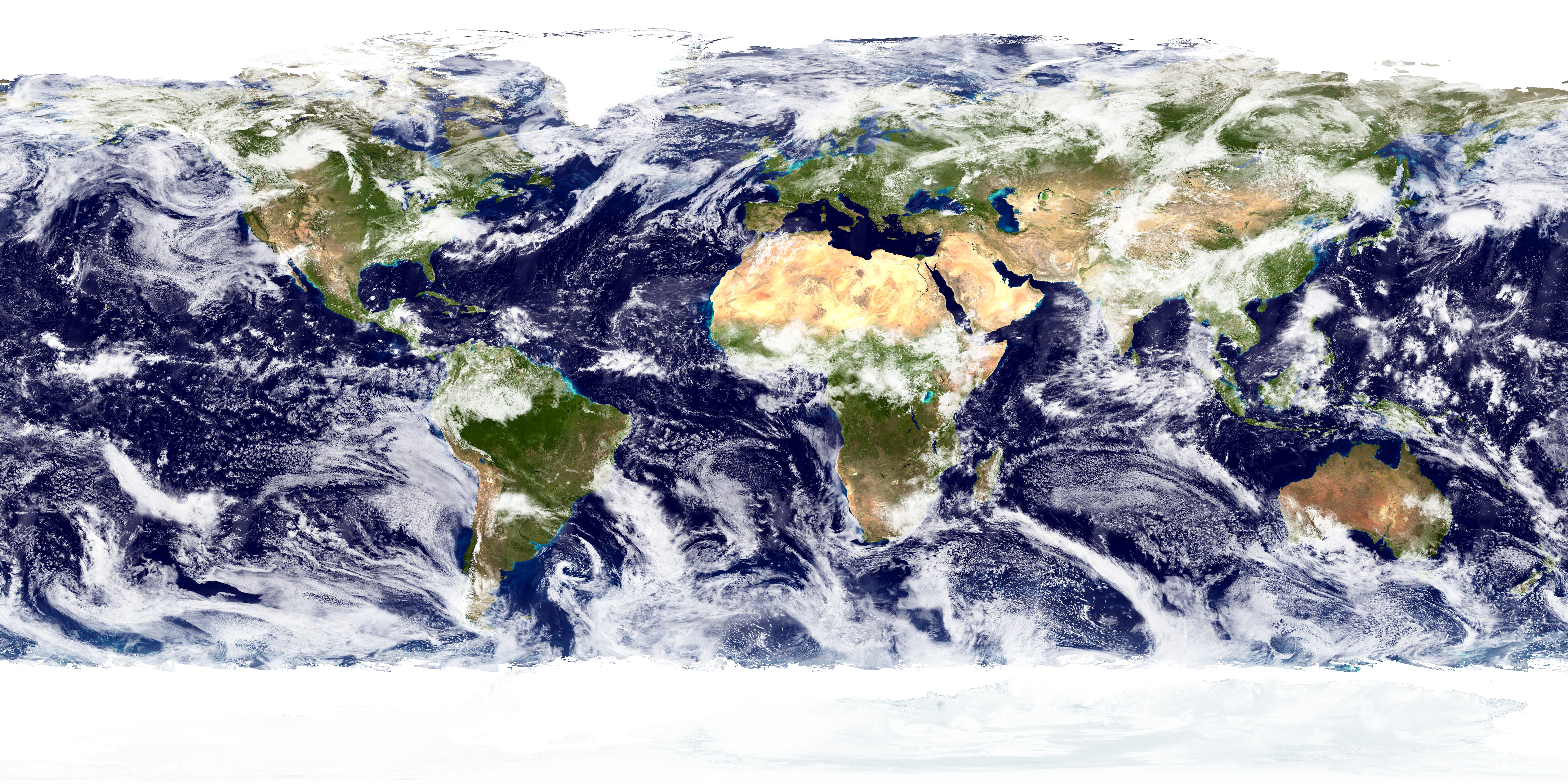
El agua ocupa el 70 % de la superficie terrestre.

La hidrología  (del griego: ὕδωρ, "hýdōr" "agua" y λόγος, "lógos" "estudio") es una rama de las ciencias de la Tierra que estudia el agua, su ocurrencia, distribución, circulación, y propiedades físicas, químicas y mecánicas en los océanos, atmósfera y superficie terrestre. Esto incluye las precipitaciones, la escorrentía, la humedad del suelo, la evapotranspiración y el equilibrio de las masas glaciares. Por otra parte, el estudio de las aguas subterráneas corresponde a la hidrogeología.
Por el contrario, se denomina hidrografía al estudio de todas las masas de agua de la Tierra y, en sentido más estricto, a la medida, recopilación y representación de los datos relativos al fondo del océano, las costas, las mareas y las corrientes, de manera que se puedan plasmar sobre una carta hidrográfica. No obstante esta diferencia, los términos se utilizarán casi como sinónimos, ya que la parte de la hidrografía que interesa aquí es aquella que crea relieve, por lo tanto, la que está en contacto con la superficie terrestre, y por eso mismo la que es objeto de un análisis hidrológico.
La circulación de las masas de agua en el planeta son responsables del modelado de la corteza terrestre, como queda de manifiesto en el ciclo geográfico. Esa influencia se manifiesta en función de la distribución de las masas de rocas coherentes y deleznables, y de las deformaciones que las han afectado, y son fundamentales en la definición de los diferentes relieves.
Recordemos que un río es una corriente de agua que fluye por un cauce desde las tierras altas a las tierras bajas y vierte en el mar o en una región endorreica (río colector) o a otro río (afluente). Los ríos se organizan en redes. Una cuenca hidrográfica es el área total que vierte sus aguas de escorrentía a un único río, aguas que dependen de las características de la alimentación. Una cuenca de drenaje es la parte de la superficie terrestre que es drenada por un sistema fluvial unitario. Su perímetro queda delimitado por la divisoria o interfluvio.
Los trazados de los elementos hidrográficos se caracteriza por la adaptación o inadaptación a las estructuras litológicas y tectónicas, pero también la estructura geológica actúa en el dominio de las redes hidrográficas determinando su estructura y evolución.
El estudio hidrológico, inicia con el análisis morfométrico de la cuenca, que incluye: la delimitación de la cuenca, la medición del área y la longitud, altura máxima y mínima, índice de compacidad, factor de forma, curva hipsométrica, pendiente media, caracterización de la red de drenaje y el perfil altimétrico del cauce principal, entre otros.

## Definiciones
En el transcurso de su desarrollo la hidrología se ha definido de diversas formas, una de las más simples es la que se deriva del análisis etimológico del vocablo, por ello, se tendría: La hidrología es la ciencia del agua.
En el nivel actual de desarrollo de las actividades humanas y de las ciencias en general no se puede satisfacer con la definición anterior, demasiado simplista e incompleta, por ello se recomienda analizar las siguientes:

Hidrología es la ciencia que trata de las aguas de la Tierra, su ocurrencia, circulación y distribución, sus propiedades físicas y químicas y su influencia sobre el medio ambiente, incluyendo su relación con los seres vivientes. El dominio de la hidrología abarca la historia completa de la existencia del agua sobre la tierra
U.S. Federal Council for Science and Tecnology (1962)

Hidrología es la ciencia que trata de los procesos que rigen el agotamiento y la recuperación de los recursos de agua en las áreas continentales de la Tierra y en las diversas fases del ciclo hidrológico.
Organización Meteorológica Mundial

## Historia de la hidrología

Ciclo hidrológico.

Generalmente los diversos autores reconocen 8 períodos en el desarrollo histórico de la hidrología, estos son:

### Período especulativo
Aunque las fechas no son exactas, varios autores como O.E. Meinzer, definen este período, desde la antigüedad hasta el 1400.
Durante este período el concepto de ciclo hidrológico fue especulado por muchos filósofos como Homero, Tales, Platón, y Aristóteles, entre otros en Grecia; por Séneca y Plinio en Roma.
La mayoría de los conceptos desarrollados en esta época resultaron ser erróneos, con excepción del propuesto por Marco Vitruvio, quien estableció que el agua subterránea provenía de la infiltración del agua de lluvia y del derretimiento de la nieve.
A este período pertenecen las grandes construcciones hidráulicas de la antigüedad las que requirieron un conocimiento hidrológico práctico, entre ellos los pozos de Arabia, los Kanats de Persia, los acueductos de Roma, los canales y sistemas de irrigación y obras de control de inundaciones en China, y zonas de riego en Egipto, Mesopotamia, India y en los Andes.

### Período de observación
Entre el 1000 y el 1600. En el período conocido como el Renacimiento, se tuvo un cambio gradual de los conceptos filosóficos puros de la hidrología a la ciencia observacional de tal época. Por ejemplo, basándose en observaciones, Leonardo da Vinci y Bernard Palissy lograron una correcta comprensión del ciclo hidrológico, especialmente en lo relativo a la infiltración de la lluvia y retorno del agua a través de manantiales.

### Período de medida
Entre el 1600 y el 1700. El inicio de la moderna ciencia de la hidrología puede ser considerado en el siglo XVII, con las mediciones, por ejemplo: las de Pierre Perrault y Edmé Mariotte en el río Sena de París y Edmond Halley en el mar Mediterráneo, los cuales llegaron a conclusiones correctas del fenómeno hidrológico estudiado. A este período corresponde también los primeros estudios de los pozos artesianos.

### Período de experimentación
Entre el 1700 y el 1800. Durante el Siglo XVIII, los estudios experimentales hidráulicos tuvieron gran auge y como resultado de ellos muchos principios hidráulicos fueron obtenidos, por ejemplo: el teorema y piezómetro de Bernoulli, la fórmula de Chézy y el principio de D'Alembert, los tubos de Pitot y Borda.

### Período de modernización
El Siglo XIX fue una gran era de hidrología experimental que tuvo su inicio en el período precedente y que marcó más firmemente el comienzo de la ciencia de la hidrología. Sin embargo la mayoría de contribuciones se tuvieron en la geohidrología y en la medición de las aguas superficiales (Hidrometría). Por ejemplo: la ecuación de Hagen-Poiseuille del flujo capilar (1840), la Ley de Darcy (1856), la fórmula del pozo de Dupuit-Thiem (1863) y el principio de Ghyben-Herzberg (1889).
En el campo de la hidrometría, en relación con el aforo de aguas superficiales, se tuvo un gran avance, incluyendo: el desarrollo de varias fórmulas del flujo e instrumentos de medida y el comienzo del aforo sistemático de corrientes. Entre las contribuciones principales se tiene la fórmula de descarga de los vertedores de Francis (1855), la determinación del coeficiente de Chézy propuesta por Ganguillet y Kutter (1869) y por Manning (1889) y en el campo de la evaporación, la ley deDalton (1802), por último, en el campo de la precipitación, la correlación entre la lluvia y la altitud, determinada por Miller (1849).

### Período de empirismo
Entre el 1900 y el 1930.
Aunque muchos trabajos de hidrología moderna fueron iniciados en el Siglo XIX, el desarrollo de la hidrología cuantitativa fue todavía inmaduro y entonces la ciencia de la hidrología fue enormemente empírica, debido a que la base física para varias determinaciones hidrológicas no era bien conocida, o bien porque se disponía de mucha información cuantitativa experimental para ser usada y procesada. Durante la parte final del Siglo XIX, y los siguientes 30 años, el empirismo hidrológico fue evidente, por ejemplo: cientos de fórmulas empíricas fueron propuestas, seleccionando sus coeficientes y parámetros con base en el juicio y experiencia.

### Período de racionalización
Entre el 1930 y el 1950. En este período se inician los grandes hidrólogos que utilizan el análisis racional para resolver los problemas hidrológicos planteados, así por ejemplo se tienen a: Sherman (1932) con el concepto de hidrograma unitario. Horton (1953) con la teoría de la infiltración de la lluvia, Theis (1935) que introduce el concepto de noequilibrio en la hidráulica de pozos, Gumbel (1941) que propone la distribución de probabilidades de valores extremos, Hazen (1930) que promueve el uso de la estadística en la hidrología, Bernard (1944) que discute el papel de la meteorología y marca el inicio de la hidrometeorología y Einstein (1950) quien introduce el análisis teórico en los estudios de sedimentación. Otro notable desarrollo de este período fue el establecimiento de muchos laboratorios hidráulicos e hidrológicos en el mundo.

### Período de teorización
Desde el 1950 hasta el presente. Alrededor del año 1950, las aproximaciones teóricas tienen uso extensivo a los problemas hidrológicos, ya que muchos principios racionales propuestos anteriormente, pueden ser sujetos a un verdadero análisis matemático. Los instrumentos sofisticados y las computadoras de alta velocidad empiezan su desarrollo y entonces, se pueden tomar medidas delicadas del fenómeno hidrológico y resolver ecuaciones matemáticas complicadas involucradas en la aplicación de modernas teorías hidrológicas.
Son ejemplos de los estudios hidrológicos teóricos: el análisis linear y no linear de sistemas hidrológicos, la adopción de conceptos estadísticos y transitorios en la hidrodinámica del agua subterránea y superficial, La aplicación de le las teorías de transferencia de masa y calor al análisis de evaporaciones, al estudio energético y dinámico de la humedad del suelo, la generación secuencial de datos hidrológicos sintéticos y el uso de la investigación de operaciones en el diseño de sistemas de recursos hídricos.

## Importancia de la hidrología

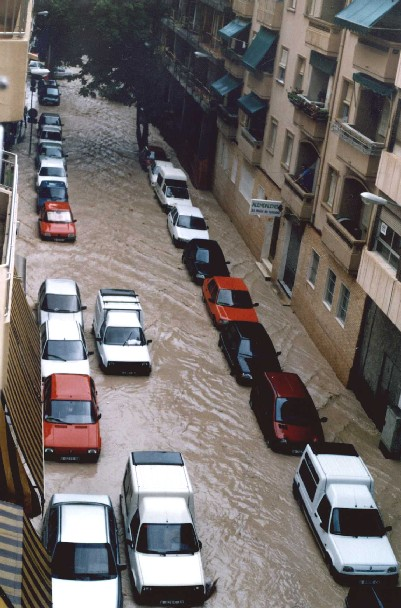
Las inundaciones son eventos hidrológicos extremos que pueden prevenirse mediante el estudio de la hidrología.

En la actualidad la hidrología tiene un papel muy importante en el planeamiento del uso de los Recursos Hidráulicos, y ha llegado a convertirse en parte fundamental de los proyectos de ingeniería que tienen que ver con suministro de agua, disposición de aguas servidas, drenaje, protección contra la acción de ríos y recreación. De otro lado, la integración de la hidrología con la Geografía matemática en especial a través de los sistemas de información geográfica ha conducido al uso imprescindible del computador en el procesamiento de información existente y en la simulación de ocurrencia de eventos futuros.
Los estudios hidrológicos son fundamentales para:
- El diseño de obras hidráulicas, para efectuar estos estudios se utilizan frecuentemente modelos matemáticos que representan el comportamiento de toda la cuenca sustentada por la obra en examen.
- La operación optimizada del uso de los recursos hídricos en un sistema complejo de obras hidráulicas, sobre todo si son de usos múltiples. En este caso se utilizan generalmente modelos matemáticos conceptuales, y se procesan en tiempo real.
- El correcto conocimiento del comportamiento hidrológico de como un río, arroyo, o de un lago es fundamental para poder establecer las áreas vulnerables a los eventos hidro meteorológicos extremos.
- Prever un correcto diseño de infraestructura vial, como caminos, carreteras, ferrocarriles, etc.

Todo esto y muchas aplicaciones más hacen que el hidrólogo sea un personaje importante en todo equipo multidisciplinar que enfrenta problemas de ingeniería civil en general y problemas de carácter ambiental.

## División de la hidrología
La hidrología puede catalogarse, de acuerdo con la forma de análisis, y el uso que se dará de los resultados. Puede clasificarse, aun sabiendo de la limitación de cualquier clasificación en:

### Hidrología aplicada o ingeniería hidrológica

#### Hidrología cualitativa
En la hidrología cualitativa el énfasis está dado en la descripción de los procesos. Por ejemplo en la determinación de las formas y causas que provocan la formación de un banco de arena en un río, estudio asociado al transporte sólido de los cursos de agua; o al análisis de la ocurrencia de condensaciones en determinados puntos de una carretera, que afectan la visibilidad y por lo tanto pueden aconsejar a cambiar el trazado de la misma.

#### Hidrología hidrométrica
La hidrología hidrométrica, o hidrometría, se centra en la medición de las variables hidrológicas, se trata básicamente de trabajos de campo, donde el uso adecuado de los instrumentos de medición, la selección adecuada de los locales en los cuales las medidas son efectuadas y la correcta interpretación de los resultados es fundamental para la calidad de la información recabada. Ayudando en su totalidad a poder calcular aspectos relacionados con cauces y las dependencias hidrológicas.

#### Hidrología cuantitativa
El énfasis de la hidrología cuantitativa esta en el estudio de la distribución temporal de los recursos hídricos en una determinada cuenca hidrográfica. Los instrumentos más utilizados en esta rama de la hidrología son los instrumentos matemáticos, modelos estadísticos y modelos conceptuales.

#### Hidrología en tiempo real
Es la rama más nueva de la hidrología, y se populariza a partir de los años 1960 - 70, con el auge de las redes telemétricas, donde sensores ubicados en varios puntos de una cuenca transmiten, en tiempo real los datos a una central operativa donde son analizados inmediatamente para utilizarlos en auxilio de la toma de decisiones de carácter operativo, como abrir o cerrar compuertas de una determinada obra hidráulica.

### Ramas de la hidrología
La Asociación Internacional de Hidrología Científica (IASH, por su sigla en inglés de International Association of Scientific Hydrology) propone la siguiente división de la hidrología:
- Oceanografía, estudio de los océanos y mares.
- Meteorología, estudio del agua en la atmósfera.
- Hidrología superficial, Estudio de las aguas continentales, (en el lenguaje corriente a esta rama se le conoce frecuentemente como hidrología, sin otra especificación). La hidrología superficial se divide a su vez en:
  - Hidrología agrícola
  - Hidrología forestal
  - Hidrología urbana
  - Hidrología de regiones áridas y semiáridas
  - Hidrología de zonas pantanosas
  - Hidrología de control de avenidas o crecientes
- Hidrometeorología, estudia los problemas comunes a los campos de la Meteorología y la Hidrología Superficial.
- Limnología, estudio de los lagos.
- Potamología, estudio de los ríos.
- Hidrogeología, estudio de las aguas subterráneas.
- Criología, estudio del agua sólida (nieve y hielo).